# Vail (Arizona)
Vail ist ein Census-designated place im Pima County im US-Bundesstaat Arizona. Das U.S. Census Bureau hat bei der Volkszählung 2020 eine Einwohnerzahl von 13.604 ermittelt.
Der Ort hat eine Fläche von 47,2 km²; das entspricht einer Bevölkerungsdichte von 288 Einwohnern je km². 

## Verkehr
Vail liegt nahe der Kreuzung zwischen dem Interstate 10 und der Arizona State Route 83.